# نيك ألكسندر
نيك ألكسندر (بالإنجليزية: Nick Alexander)‏ (1964، كنت في المملكة المتحدة)؛ روائي بريطاني.